# Ксанті ФК Арена
«Ксанті ФК Арена» (грец. Ξάνθη Αρένα) — футбольний стадіон у місті Ксанті, Греція, домашня арена ФК «Ксанті».
Стадіон побудований протягом 2003—2004 років та відкритий 30 травня 2004 року. Планувалося спорудження двох трибун потужністю 5 500 глядачів, однак було вирішено спорудити третю трибуну, в результаті чого потужність становить 7 244 глядачі. Дві із трьох трибун накриті дахом. Надалі планується будівництво четвертої трибуни, що збільшить місткість до 9 000 місць, однак наявна потужність арени під час матчів цілком не використовується. На арені облаштовано роздягальні, конференцзал та офісні приміщення. Поблизу стадіону розташована автомобільна стоянка на 1000 автомобілів. 
Арена є складовою спортивного комплексу ФК « Ксанті», до якого також входять сім тренувальних полів, окремі роздягальні, фізіотерапевтичний центр, кімната відпочинку, фітнес-центр та готель. Весь спортивний комплекс є тренувальною базою клубу.
Стадіон також відомий під назвою «Пігадія», яка походить від назви села у передмісті Ксанті, де він розташований.
Рекорд відвідування арени встановлено 28 серпня 2005 року під час матчу між «Шкодою Ксанті» та «ПАОКом». Тоді за матчем спостерігало 6 410 глядачів.